# Spülmaschine
Eine Spülmaschine oder Spülanlage  ist ein Gerät zur maschinellen Reinigung. Das zu reinigende Gut wird mit Lösungsmitteln und Lösungsvermittlern (meist in Wasser gelöste Tenside) oder Druckluft gespült, wodurch Feststoffe,  Flüssigkeiten und Mikroorganismen abtransportiert werden. Gleichzeitig kann damit (vor allem in der Metallbearbeitung) ein Kühlungseffekt verbunden sein. Andere Zwecke des Spülens können beispielsweise das Stoppen einer chemischen Reaktion, eine Rückgewinnung von abgelösten Stoffen oder das Benetzen von Oberflächen sein. 
„Spülmaschine“ wird im Sprachgebrauch oft synonym für Geschirrspülmaschinen verwendet. Unter „Spülmaschinen“ werden im Sprachgebrauch eher geschlossene Geräte mit im Kreislauf geführten Spülmitteln verstanden, bei „Spülanlagen“ erfolgt eher keine Rückführung der Spülmittel.